# Atlanta Trojans
Gli Atlanta Trojans sono stati una franchigia di pallacanestro della USBL, con sede ad Suwanee, in Georgia, attivi tra il 1991 e il 1999.
Debuttarono nel 1991 come Atlanta Eagles ad Atlanta. Nel 1994 si trasferirono a Suwanee, cambiando nome in Atlanta Trojans. Arrivarono due volte in finale nel 1994 (persa 117-109 con i Jacksonville Hooters) e nel 1995 (persa 109-104 con i Florida Sharks). Si sciolsero dopo la stagione 1999.

## Stagioni
| Stagione | Lega | Denominazione   | V  | P  | %    | Piazzamento | Play-off           |
| -------- | ---- | --------------- | -- | -- | ---- | ----------- | ------------------ |
| 1991     | USBL | Atlanta Eagles  | 10 | 10 | 50,0 | 3º          | -                  |
| 1992     | USBL | Atlanta Eagles  | 16 | 10 | 61,5 | 2º          | Finale di division |
| 1993     | USBL | Atlanta Eagles  | 14 | 10 | 58,3 | 2º          | Semifinale         |
| 1994     | USBL | Atlanta Trojans | 19 | 10 | 65,5 | 3º          | Finale             |
| 1995     | USBL | Atlanta Trojans | 19 | 9  | 67,9 | 3º          | Finale             |
| 1996     | USBL | Atlanta Trojans | 8  | 19 | 29,6 | 4º          | Quarti di finale   |
| 1997     | USBL | Atlanta Trojans | 18 | 8  | 69,2 | 1º          | Semifinale         |
| 1998     | USBL | Atlanta Trojans | 9  | 17 | 34,6 | 3º          | Secondo turno      |
| 1999     | USBL | Atlanta Trojans | 18 | 10 | 64,3 | 2º          | Quarti di finale   |